# James Penrice
James Regan Penrice est un footballeur écossais né le 22 décembre 1998 à Livingston (Écosse). Il joue au poste de défenseur à l'AEK Athènes.

## Biographie
Le 11 mai 2016, il fait ses débuts pour Partick Thistle, lors d'un match contre Dundee United.
Ensuite, il est prêté à East Fife et Livingston.
En juin 2021, il rejoint Livingston.
Le 18 février 2024, il rejoint Heart of Midlothian.

## Palmarès

### En club
- Heart of Midlothian
  - Champion de la Scottish League One (D3) en 2021.

### Distinctions personnelles
- Membre de l'équipe-type de Scottish Premier League en 2025.